# Agnes van Loon

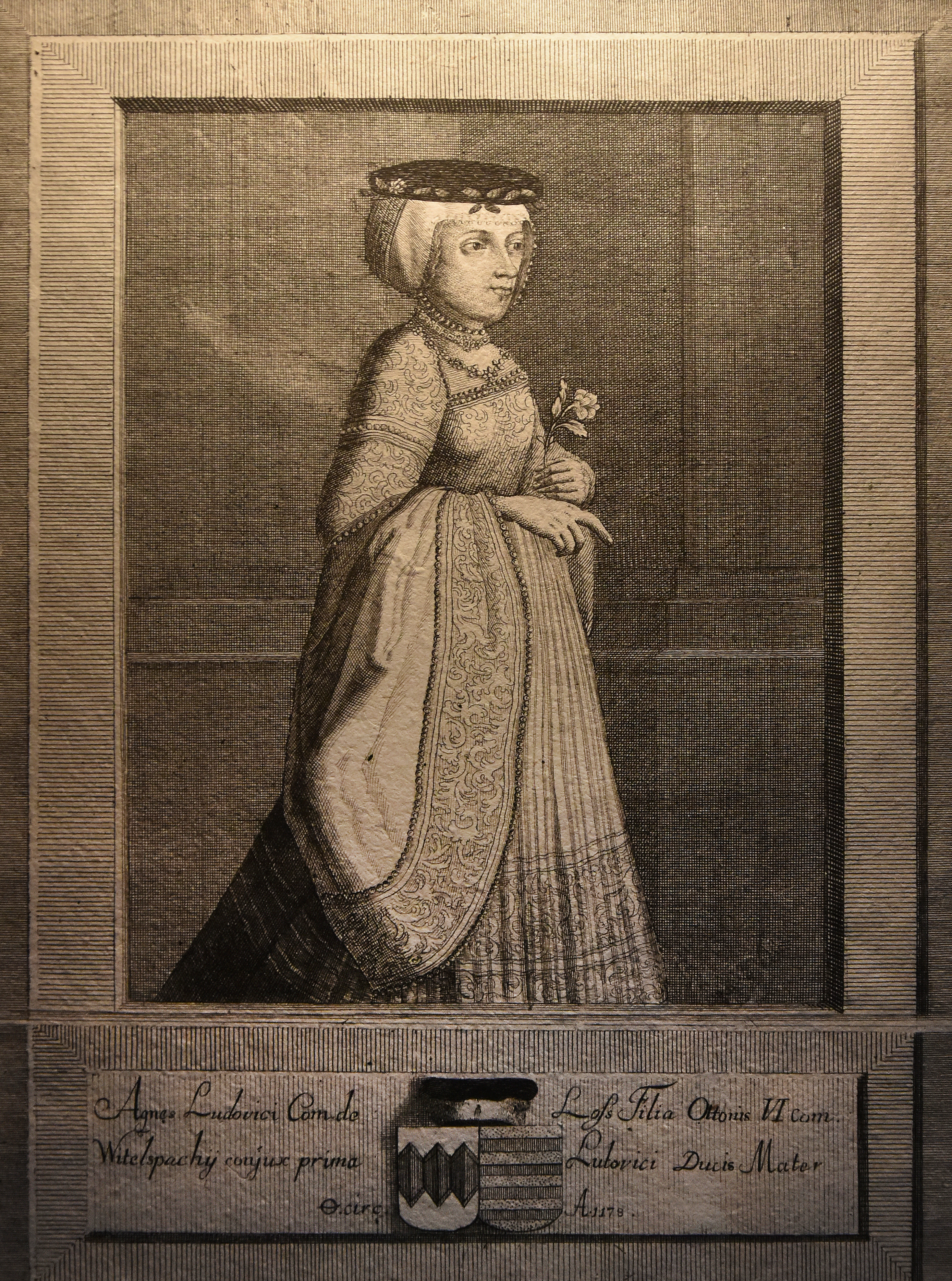
Agnes van Loon op een kopergravure van 1733 - onderaan alliantiewapen Wittelsbach en Loon

Agnes van Loon, ook Agnes van Loon en Rieneck; Agnes van Looz en Rieneck, (Burcht van Loon, ca. 1150 - Wartenberg, 26 maart 1191) was een paltsgravin en hertogin van Beieren. Zij geldt als de stammoeder van het huis Wittelsbach.

## Biografie
Agnes van Loon was de dochter van graaf Lodewijk I van Loon en Agnes van Metz. Haar thuis was het graafschap Loon.
Ze trouwde in 1169 op 19-jarige leeftijd in Kelheim met de 33 jaar oudere Paltsgraaf Otto VI van Beieren (1117–1183) uit het huis Wittelsbach. Deze werd op 16 september 1180 leenman van het hertogdom Beieren en noemde zich vanaf dat moment hertog Otto I. Het huwelijk was al in 1167 gearrangeerd, vermoedelijk door Koenraad van Wittelsbach, de aartsbisschop van Mainz, en een broer van Otto I. Leden van de familie van Loon vervulden in het bisdom Mainz enkele malen het ambt van burggraaf. Er bestonden dus al nauwe banden met het geslacht van Loon.
Uit het huwelijk werden negen kinderen geboren, waaronder Lodewijk I de Kelheimer (1173–1231), de latere hertog van Beieren en paltsgraaf aan de Rijn. Otto I stierf al in 1183, drie jaar na zijn benoeming tot hertog. Na zijn dood werd Agnes van Loon regentes voor haar minderjarige zoon, die op dat moment tien jaar oud was. Ze bleef regentes tot zijn meerderjarigheid in 1191. Agnes van Loon stond bekend als een intelligente, energieke en kunstminnende vrouw, en een zeer bekwame politica. Door haar sterke persoonlijkheid wist zij van het regentschap een succes te maken en het hertogdom Beieren te behouden voor het huis Wittelsbach.
In naam van haar minderjarige zoon deed Agnes van Loon verschillende schenkingen aan de kerk. In de oorkonden wordt zij "Domina Agnes Ducissa“ genoemd: vrouwe hertogin Agnes. Ook haar moeder, Agnes van Metz, had kunstenaars, minnezangers en dichters gesteund, onder wie Hendrik van Veldeke. Van Veldeke maakte naar voorbeeld van de Latijnse tekst Vita S. Servatii in opdracht van Agnes van Metz het Leven van Sint Servaas, ongeveer 6000 verzen over het leven en de wonderen van de heilige Servaas, die in de vierde eeuw bisschop van Maastricht was geweest. Deze tekst geldt als het grootste middeleeuwse legenden-dicht in het diets. Agnes van Loon speelde vermoedelijk een rol bij de vermenigvuldiging en verspreiding van de Servaaslegende en -cultus in Zuid-Duitsland.
Agnes van Loon stierf in maart 1191, kort nadat haar zoon Lodewijk de Kelheimer meerderjarig was geworden. Zij is begraven in de abdij van Scheyern.

## Nakomelingen
- Otto (-1181)
- Sophia (?-1238), trouwde met landgraaf Herman I van Thüringen (1155-1217),
- Heilika I, trouwde met halgraaf Diederik van Wasserburg
- Agnes, trouwde met graaf Hendrik van Plain (-1190)
- Richarda, trouwde in 1186 met graaf Otto I van Gelre
- Lodewijk I (1173-1231), trouwde met Ludmilla van Bohemen
- Heilika II, trouwde met graaf Adelbert III van Dillingen (-1214)
- Elisabeth,trouwde met graaf Berthold III van Vohburg (-1204)
- Mechtilde, trouwde in 1209 met graaf Rapoto II van Ortenburg (1164-1231).[6]

## Voorouders
| Voorouders van Agnes van Loon (1150-1191) | Voorouders van Agnes van Loon (1150-1191)                    | Voorouders van Agnes van Loon (1150-1191)                    | Voorouders van Agnes van Loon (1150-1191)                    | Voorouders van Agnes van Loon (1150-1191)                    | Voorouders van Agnes van Loon (1150-1191)                    | Voorouders van Agnes van Loon (1150-1191)                    | Voorouders van Agnes van Loon (1150-1191)                                | Voorouders van Agnes van Loon (1150-1191)                                |
| ----------------------------------------- | ------------------------------------------------------------ | ------------------------------------------------------------ | ------------------------------------------------------------ | ------------------------------------------------------------ | ------------------------------------------------------------ | ------------------------------------------------------------ | ------------------------------------------------------------------------ | ------------------------------------------------------------------------ |
| Overgrootouders                           | Arnold I van Loon (1050-1126) ∞ Adelheid van Mainz (-)       | Arnold I van Loon (1050-1126) ∞ Adelheid van Mainz (-)       | ? (-) ∞ ? (-)                                                | ? (-) ∞ ? (-)                                                | Folmar IV van Metz (1060-1111) ∞ ? (-)                       | Folmar IV van Metz (1060-1111) ∞ ? (-)                       | Adalbert II van Egisheim (1065-1098) ∞ Ermesinde I van Namen (1080-1143) | Adalbert II van Egisheim (1065-1098) ∞ Ermesinde I van Namen (1080-1143) |
| Grootouders                               | Arnold II van Loon (1085-1138) ∞ Aleida van Diest (-)        | Arnold II van Loon (1085-1138) ∞ Aleida van Diest (-)        | Arnold II van Loon (1085-1138) ∞ Aleida van Diest (-)        | Arnold II van Loon (1085-1138) ∞ Aleida van Diest (-)        | Folmar V van Metz (1090-1142) ∞ Mathilde van Longwy (-)      | Folmar V van Metz (1090-1142) ∞ Mathilde van Longwy (-)      | Folmar V van Metz (1090-1142) ∞ Mathilde van Longwy (-)                  | Folmar V van Metz (1090-1142) ∞ Mathilde van Longwy (-)                  |
| Ouders                                    | Lodewijk I van Loon (1107-1171) ∞ Agnes van Metz (1114-1175) | Lodewijk I van Loon (1107-1171) ∞ Agnes van Metz (1114-1175) | Lodewijk I van Loon (1107-1171) ∞ Agnes van Metz (1114-1175) | Lodewijk I van Loon (1107-1171) ∞ Agnes van Metz (1114-1175) | Lodewijk I van Loon (1107-1171) ∞ Agnes van Metz (1114-1175) | Lodewijk I van Loon (1107-1171) ∞ Agnes van Metz (1114-1175) | Lodewijk I van Loon (1107-1171) ∞ Agnes van Metz (1114-1175)             | Lodewijk I van Loon (1107-1171) ∞ Agnes van Metz (1114-1175)             |

- Gemeinsame Normdatei: 12958939X
- Virtual International Authority File: 57696080